# Бар, Карл Людвиг
БАР, КАРЛ ЛЮДВИГ фон (нем. BAR, CARL LUDWIG von)  24.07.1836, Ганновер, Германия – 20.08.1913, Фолкстон, Англия}} – немецкий правовед, ученый и практик, специалист в области уголовного и международного права, один из основателей немецкой доктрины международное частное право.

## Учеба и профессиональная карьера фон Бара
Людвиг фон Бар родился в семье финансового чиновника королевского двора. Окончив гимназию в 1853 году, он поступил в Геттингенский университет, где слушал лекции по юриспруденции, экономике, истории и философии. По завершении учебы в Геттингене он в течение года изучал гражданское право в Берлинском университете. В 1859 году в возрасте 23 лет он получил степень доктора права. После нескольких лет работы в Апелляционном суде Геттингена фон Бар в 1863 году был приглашен преподавать право в университете Геттингена. В 1866 году он перевелся в университет Ростока, где преподавал на кафедре уголовного и уголовно-процессуального права. Два года спустя он переехал в Силезию, где занимался преподавательской деятельностью в университете Бреслау. Однако в 1879 году фон Бар вновь вернулся в университет Геттингена, где преподавал право фактически до конца жизни.

## Основной предмет профессиональных интересов фон Бара
Первоначально основным предметом профессиональных интересов фон Бара было уголовное право и уголовный процесс. Затем он все больше стал интересоваться проблемами международного уголовного права, уделяя этому предмету все больше своего времени. Впоследствии он посвятил значительную часть своей карьеры исследованию вопросов международного права (частного и публичного). Первая его крупная работа в области международное частное право под называнием «Das internationale Privat- und Strafrecht» («Международное частное и уголовное право») была опубликована в 1862 году. В 1883 году она была переведена на английский язык. Именно в области международное частное право он получил наибольшее признание как ученый, особенно в Европе за пределами Германии.
Его капитальное двухтомное сочинение в этой сфере, вышедшее вторым значительно расширенным изданием в 1889 году и переведенное на английский язык в 1892 году, явилось результатом свыше двадцати лет серьезных исследований, правового анализа и размышлений. Это фундаментальное сочинение, в котором немецкий ученый сформулировал свои принципиальные взгляды на международное частное право, пользуется известной популярностью у специалистов по международному праву до сегодняшнего дня.
Согласно Бару, международное частное право «определяет пределы применения различных правовых систем в рамках частноправовых отношений». По его мнению, юрисдикция судов, которые вправе разрешать вопросы таких отношений, зависит от того, какая именно из правовых систем будет применяться в данном случае. Отсюда Бар делает вывод о том, что международное частное право определяет «подлежащие применению правовые системы и юрисдикцию органов (судов и магистратов) различных государств в рамках частноправовых отношений».
Бар утверждал, что игнорирование судом данного государства наличия иностранного элемента в правоотношениях и применение им исключительно лишь норм национального права «во многих случаях приведет к игнорированию прав иностранного лица и даже прав самого гражданина этого государства». Согласно разработанной фон Баром доктрине международное частное право, такое игнорирование явилось бы принципиально неверным подходом, ибо он фактически полностью лишил бы международные правоотношения какой-либо законной основы.
По убеждению Бара, правила международное частное право не могут определяться исключительно лишь по усмотрению данного государства. Это государство не может применять свою правовую систему, полностью отрицая правовые системы других государств и их суверенные права, которые в рамках мирового сообщества также имеют равнозначный вес и равновеликое значение. Если бы государство действовало таким непозволительным образом, то это бы означало, что оно тем самым распространяет свою юрисдикцию на территорию другого суверенного государства, что, с правовой точки зрения, является совершенно недопустимым.
По мнению фон Бара, приведенные соображения позволяют также сделать вывод о том, что международное частное право является отраслью права, которая не должна зависеть от других правовых отраслей, включая публичное право. Фон Бар подчеркивал наличие между международное частное право и публичным правом разницы и определенной независимости международное частное право. Названные факторы предполагают раздельное исследование и изучение этих отраслей права. Бар полагал, что, хотя и существуют некоторые предметы общие для обеих правовых сфер (например, доктрина экстерриториальности), тем не менее, было бы ошибочным рассматривать международное частное право как отрасль, которая находится в полной зависимости от публичного права. В сфере действия международного права фон Бар различал: (1) международное право различных государств; (2) международное право различных частных лиц; (3) международное уголовное право; и (4) международное процессуальное право (гражданское и уголовное). Подчеркивая самостоятельный характер международное частное право, Бар утверждал, что положения международное частное право следует классифицировать как «международно-правовые нормы, устанавливающие правила для частных лиц». Именно это выражение должно лежать в основе наименования международное частное право как такового.
Вместе с тем, он считал, что использование данного выражения в наименовании упомянутой отрасли права было бы нецелесообразным ввиду его очевидной громоздкости. Используя же наименование международное частное право как более удобное, следует иметь в виду, что оно является не совсем точным, поскольку оно указывает, на первый взгляд, на взаимоотношения между различными государствами или нациями в области частного права.
В то же время, по мнению фон Бара, употребление термина международное частное право является вполне допустимым, коль скоро мы будем правильно понимать, какие именно правовые нормы под ним имеются в виду. При этом Бар подчеркивал, что значительно более важным, чем использование наименования термина международное частное право, является правильное понимание международное частное право как отдельной отрасли науки, которую всегда следует изучать как специальный предмет отдельно от публичного права.

## Иные сферы деятельности фон Бара и его жизненная позиция
Будучи правоведом-ученым и практиком, Людвиг фон Бар занимал в обществе активную жизненную позицию. Он, в частности, являлся одним из учредителей Института международного права и был членом Постоянного международного арбитражного суда в Гааге. Его выдающиеся заслуги в области правовой науки были отмечены почетными званиями и наградами университетов Болоньи (1889 г.), Кембриджа (1895), Осло (1911), Оксфорда (1913) и ряда других иностранных учебных учреждений.
В Германии Людвиг фон Бар известен не только как деятельный ученый, но и как политик. В частности, с 1890 по 1893 годы он был членом Рейхстага, где, выступая против консерваторов, отстаивал либеральные политические взгляды. Тем не менее, будучи неудовлетворен политикой Германии того времени и в особенности политикой первого канцлера Германской империи Отто фон Бисмарка, он никогда не занимал каких-либо правительственных должностей. В последние годы жизни фон Бар, занимая кресло председателя Международного союза по вопросам взаимопонимания, проявил себя как стойкий пацифист. Будучи членом Института международного права с первого дня его основания, он в 1891 году стал его председателем. В этом качестве он принимал самое активное участие в формировании политики его в деятельности. Фон Бар обладал блестящим и весьма острым критическим умом, что способствовало развитию его неординарных аналитических способностей.
Его разносторонние знания, а также чрезвычайно глубокое и тонкое понимание предмета международное частное право позволяли ему разрабатывать в этой сфере новаторские и чрезвычайно содержательные концепции, которые сохранили свою мировую значимость по сегодняшний день. Свои серьезные теоретические исследования в области международное частное право фон Бар постоянно сочетал с активной практической деятельностью юриста. Он, в частности, представлял интересы различных клиентов, выступая в качестве адвоката по международным арбитражным делам.
Однако и к вопросам практики, и к вопросам теории он всегда подходил с точки зрения исторической науки, которую считал необходимой основой всех гуманитарных знаний, позволяющих видеть предмет трактовки или исследования в его постоянном развитии. Фон Бар также очень высоко ценил философию права. Эта наука для него имела особое значение, так как он рассматривал ее в качестве необходимого условия для правильного понимания всех фундаментальных вопросов юриспруденции.
Таким образом, по сути, фон Бар был и историком, и философом, и юристом одновременно. Именно разносторонность и широта взглядов, а также глубокий и всесторонний подход к юриспруденции позволил ему оставить значительный след в мировой науке международное частное право. Именно благодаря этим личностным качествам он стал подлинным реформатором в области немецкого международного права. Людвиг фон Бар сохранял жизненную и творческую активность вплоть до своей кончины. Об этом, в частности, свидетельствуют обстоятельства смерти ученого. Он умер 20 августа 1913 года во время своего визита в Англию, куда он прибыл для участия в очередном общем собрании членов Института международного права.
Похоронен на Гёттингенском городском кладбище.

## Работы
Фон Бар приобрел известность своими статьями в поддержку введения устного судопроизводства в гражданских и уголовных делах. По этой теме он напечатал целый ряд статей в специальных юридических журналах. Из его больших ученых трудов заслуживают упоминания:
- «Das internationale Privat— und Strafrecht», Ганновер, 1862
- «Recht und Beweis im Geschworenengericht», Ганновер, 1865
- «Das Beweisurteil des german. Prozesses», Ганновер, 1866
- «Recht und Beweis im Civilprozess», Лейпциг, 1867
- «Die Grundlagen des Strafrechts», Лейпциг, 1869
- «Die Lehre vom Kausalzusammenhange im Rechte», Лейпциг, 1871
- «Das hannöv. Hypothekenrecht nach dem Gesetze von 1864», Лейпциг, 1871
- «Strafrechtsfälle. Zum akademischen Gebrauch und zum Selbststudium», Берлин, 1875
- «Zur Lehre vom Versuch und Teilnahme am Verbrechen», Ганновер, 1859
- «Die Redefreiheit der Mitglieder gesetzgebender Versammlunger», Лейпциг, 1868
- «Geschichte und Reform der deutschen Civiljustiz», Лейпциг, 1871
- «Zur Frage der Geschworenen und Schöffengerichte», Берлин, 1873
- «Das Deutsche Reichsgericht», Берлин, 1878
- «Das deutsche Civilprozessrecht», Лейпциг, 1880

Для «Энциклопедия юриспруденции» Гольцендорфа Фон Бар написал трактат о гражданском судопроизводстве. Это последнее сочинение вышло отдельным изданием, вновь обработанное и согласованное с имперским законодательством.